# Torhaus (Holzminden)

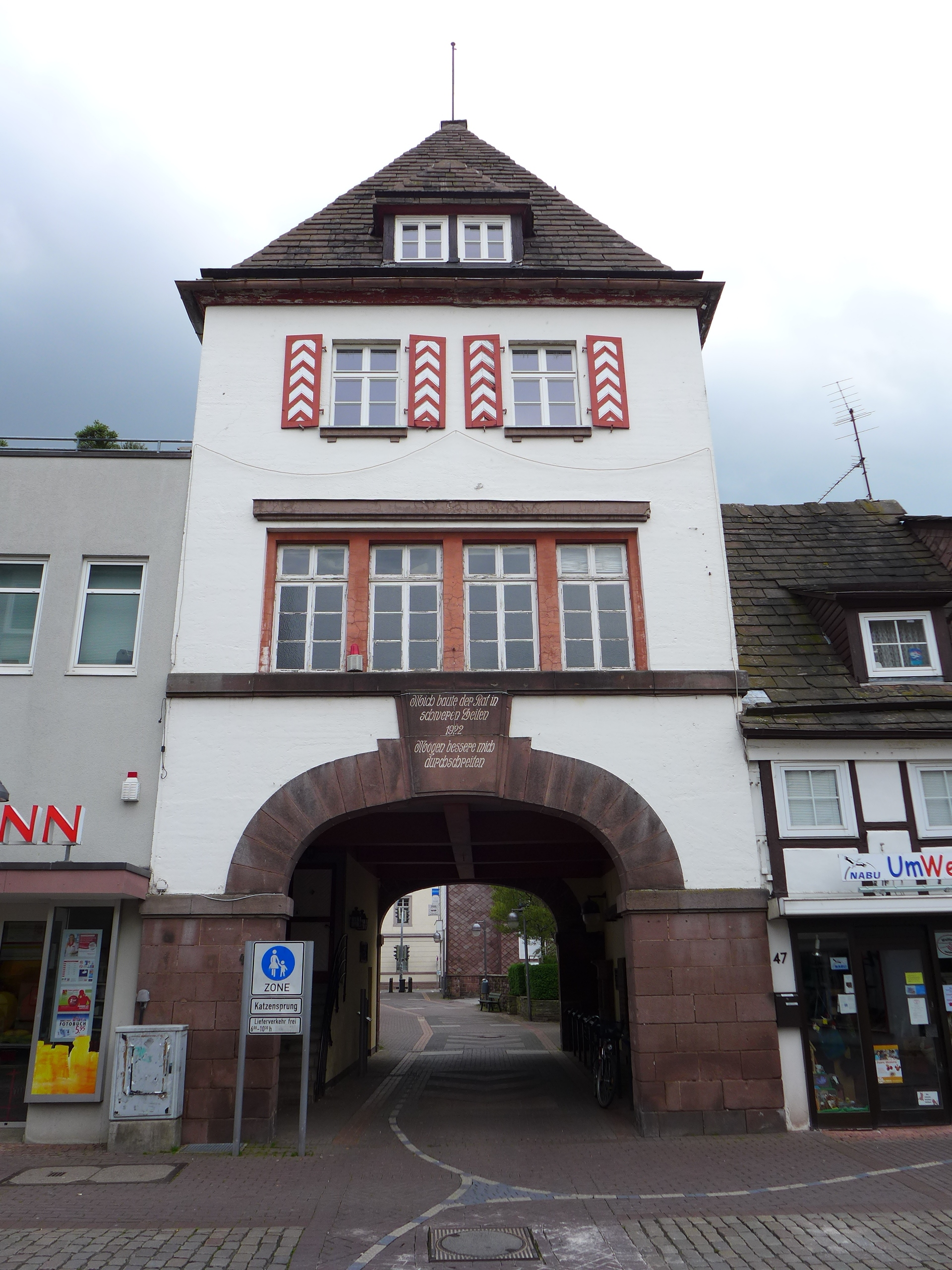
Blick von Westen auf das Torhaus

Das Torhaus, auch Torhaus am Katzensprung, im südniedersächsischen Holzminden ist ein 1922 erbautes Fachwerkhaus mit einem Sandsteindach. Es handelt sich um ein Baudenkmal. Auf dem Kopfstein des Torbogens steht: „Mich baute der Rat in schlechten Zeiten. Mögen bessere mich durchschreiten“, da der Bau während der Hyperinflation im Deutschen Reich entstand.

## Geschichte
1921 machte die Stadt Holzminden von ihrem Vorkaufsrecht Gebrauch und kaufte die Grundstücke, um eine Durchstichstraße von der Neuen Straße zur Oberbachstraße (Obere Bachstraße) zu bauen. Das Vorkaufsrecht bezog sich nur auf Wohngebäude, so dass die Stadt Holzminden und der Stadtbaurat Leopold Scherman (1875–1970) sich für den Bau eines Torbogens mit zwei oder drei Wohnungen in Turmform darüber entschieden.
Gefördert wurde das Bauvorhaben durch den Fonds „Landesanleihe zur Förderung des Wohnungsbaus“. Das ortsansässige und von Kaufmann Wilhelm Schmidt gegründete Unternehmen Eisenschmidt AG - Eisen- und Stahlgrosshandlung finanzierte den Bau 1923 mit 34 Millionen Mark mit, um Wohnungen für Mitarbeiter zu organisieren. Aufgrund der Hyperinflation war diese Unterstützung praktisch wertlos geworden. 1923 mietete die Eisenschmidt AG noch die Wohnungen und zahlte im letzten Quartal 1923 durch die Hyperinflation vier Milliarden Mark Miete. Das Unternehmen musste dann am 18. August 1924 Konkurs anmelden. Danach dienten die Wohnungen Mitarbeitern des Mieters Holzmindener Möbelfabrik AG. 1925 wurde an der Ostseite das Stadtwappen angebracht. Im Mai 1925 verteidigte der Bürgermeister Albert Jeep das städtische Bauvorhaben angesichts der Tatsache, dass kein Privatmann einen Hausbau finanzieren konnte und die Stadt in der Pflicht war, dem Beispiel andere Städte zu folgen und selbst zu bauen.

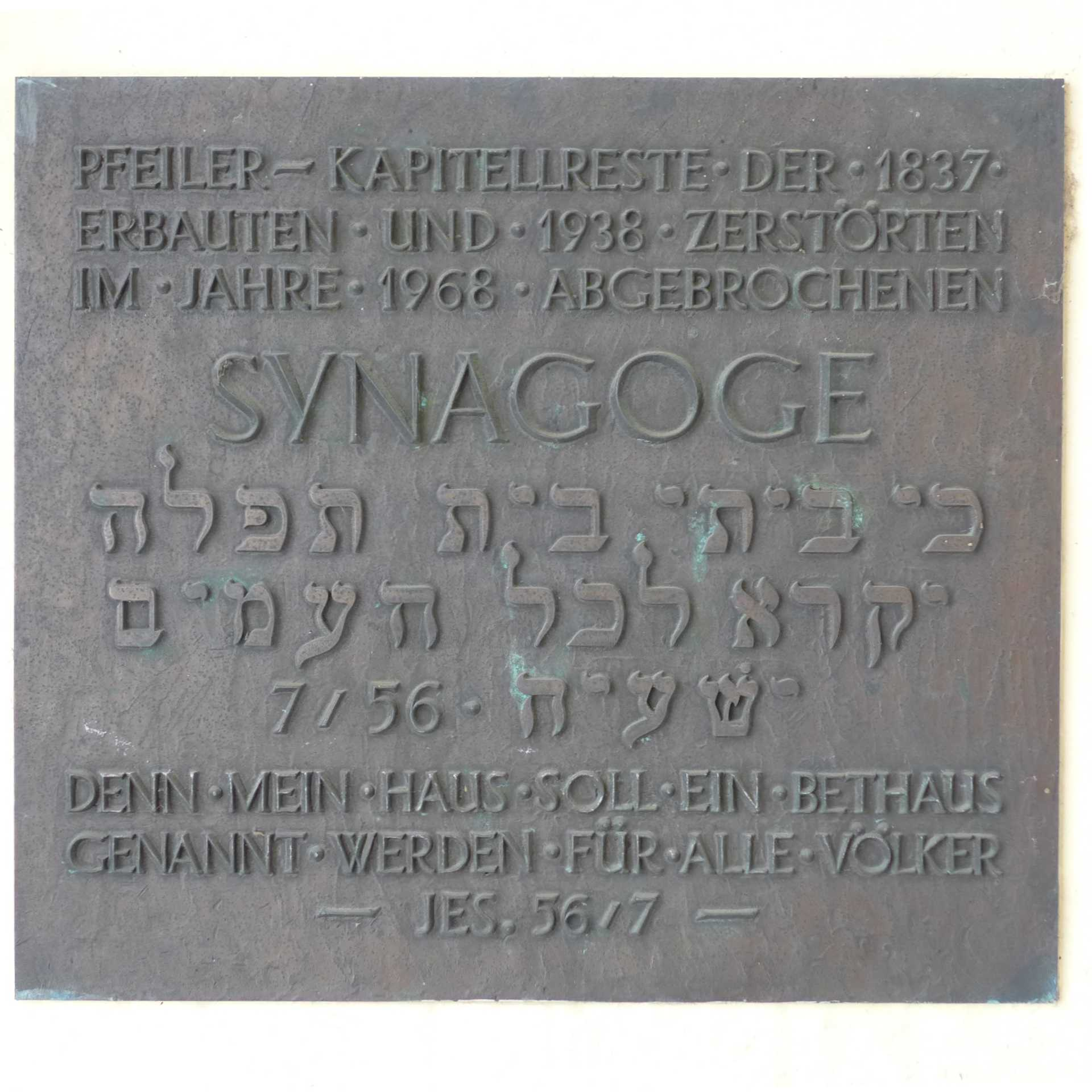
Gedenktafel für die ehemalige Synagoge

In der Reichspogromnacht 1938 wurde auch die 1838 erbaute Synagoge nahe dem Torhaus am Katzensprung zerstört und 1968 abgebrochen. Eine Tafel im Torhaus erinnert seit dem 9. November 1999 daran. 2014 wurden die Innenräume, die Treppe und die Fenster mit Sponsorengeldern und mit 50.000 Euro Haushaltsmitteln der Stadt saniert. Bis Ende 2017 erfolgte die Sanierung des Sandsteindachs für 116.000 Euro und der Fassade für 19.000 Euro. Die Niedersächsische Bingo-Umweltstiftung beteiligte sich mit 20.000 Euro an den Sanierungskosten für die Denkmalpflege.
Ende 2017 wurde das Torhaus anstelle der seit Jahren bestehenden weißen Farbgebung mit dem grünen Original-Fassaden-Ton gestrichen. Das Niedersächsische Landesamt für Denkmalpflege in Hannover entschied zusammen mit dem Bauordnungsamt der Stadt die historische Farbgebung wiederherzustellen. Auf dem Dachfirst befindet sich die Flagge der Stadt.

## Museum
Im Torhaus befand sich ab 1926 das Heimatmuseum für das mittlere Oberwesergebiet. Es wurde durch den Kaufmann Carl Hampe begründet. In den 1990er Jahren existierte ein privates Puppen- und Spielzeugmuseum. Am 23. April 2016 erfolgte die Wiedereröffnung als Museum für Industriegeschichte und Kunst mit Exponaten der Unternehmen Stiebel Eltron, Müller+Müller, Otto Künnecke, der Symrise AG und der Brauerei Allersheim und wird auch für Seminare genutzt. Mieter des Torhauses sind die Stadtmarketing Holzminden GmbH und die Bürgerstiftung Holzminden.